# Szürke rókagomba
A szürke rókagomba (Cantharellus cinereus) a rókagombafélék családjába tartozó, Európában és Észak-Amerikában honos, lomberdőkben élő, ehető gombafaj. 

## Megjelenése
A szürke rókagomba kalapja 1-6 cm széles, alakja eleinte lapos, majd erősen tölcséresedik. Színe szürkésbarna, szürkésfeketés. Felülete száraz, közepén selymes, nemezes. Széle fiatalon begöngyölt, később hullámos, kajla.
Húsa vékony, szívós. Szaga kellemes gyümölcsös, íze enyhe, gombaszerű. 
Termőrétege ráncos, eres; mélyen lefutó. Színe a kalapéval egyezik, később világosszürke.
Tönkje lefelé keskenyedő, szabálytalan alakú, belül üregesedő. Színe szürkésbarnás.
Spórapora fehér. Spórája elliptikus, sima, mérete 7,5-9,5 x 5-5,5 µm. 

### Hasonló fajok
Leginkább a sötét trombitagombával (amellyel gyakran együtt nő), esetleg a sötét szénlaskával lehet összetéveszteni. 

## Elterjedése és termőhelye
Európában és Észak-Amerikában honos. Magyarországon ritka.
Lomberdőkben, főleg bükkösökben fordul elő, inkább savanyú talajon. Júliustól októberig terem.

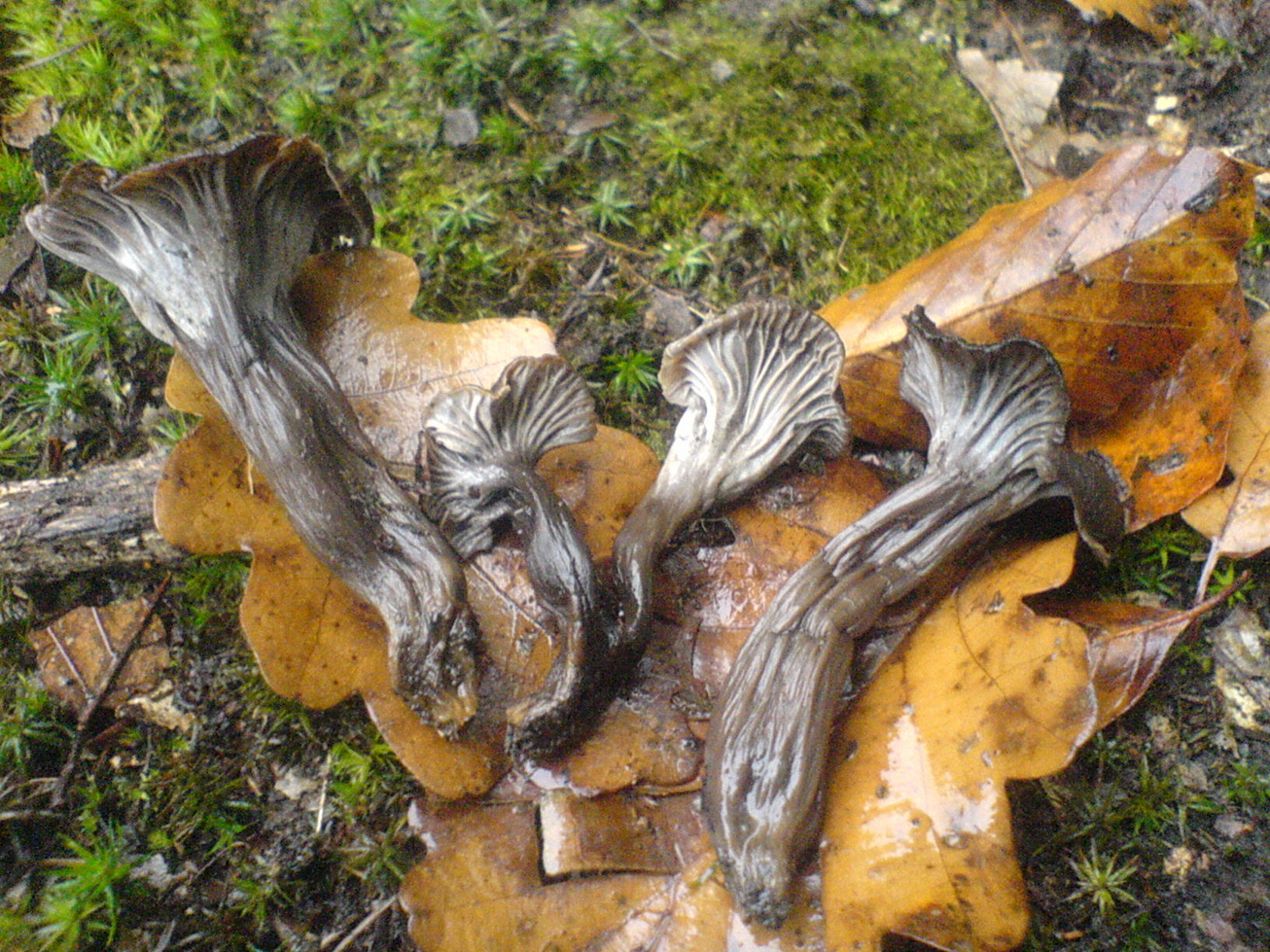
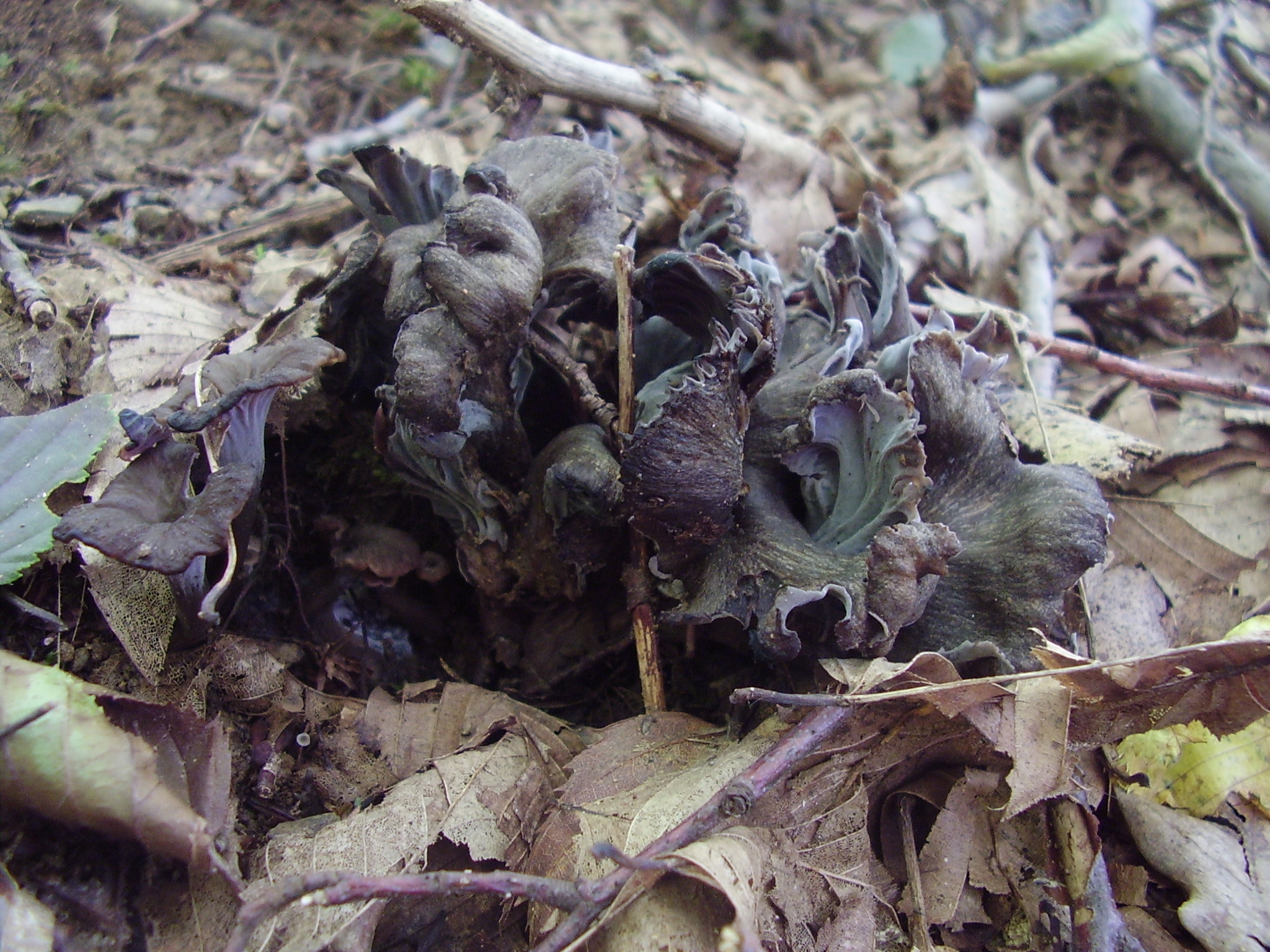
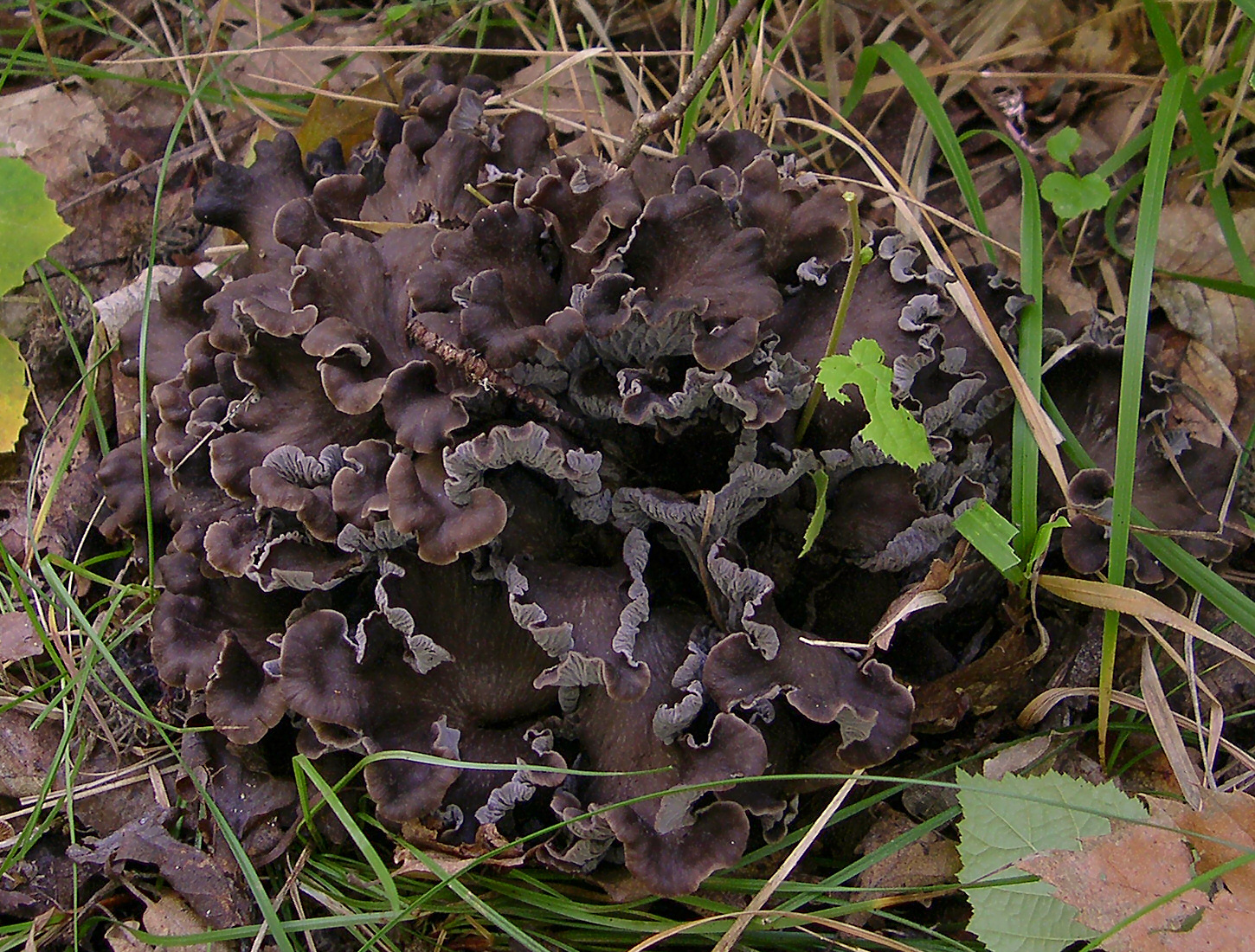
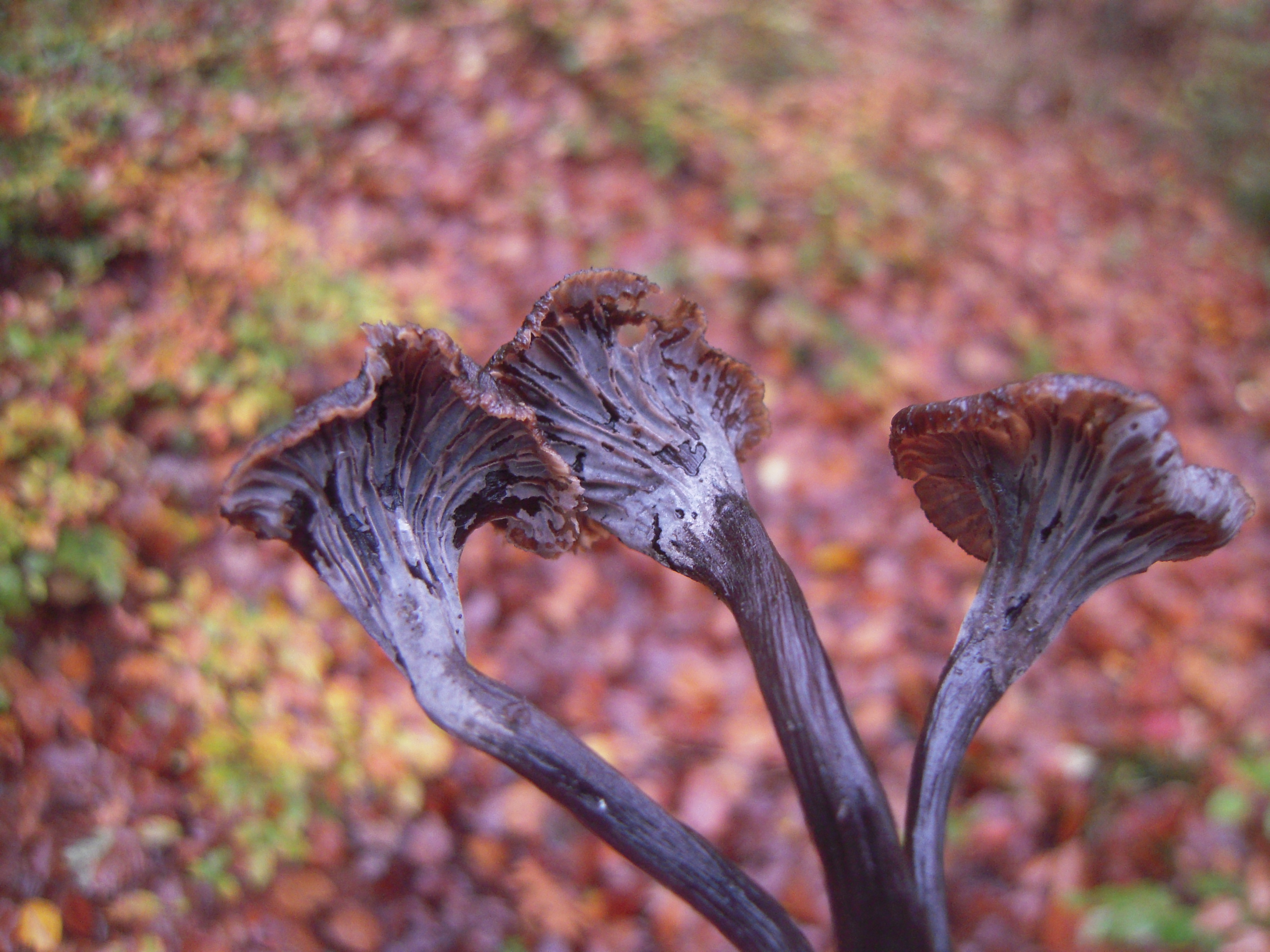
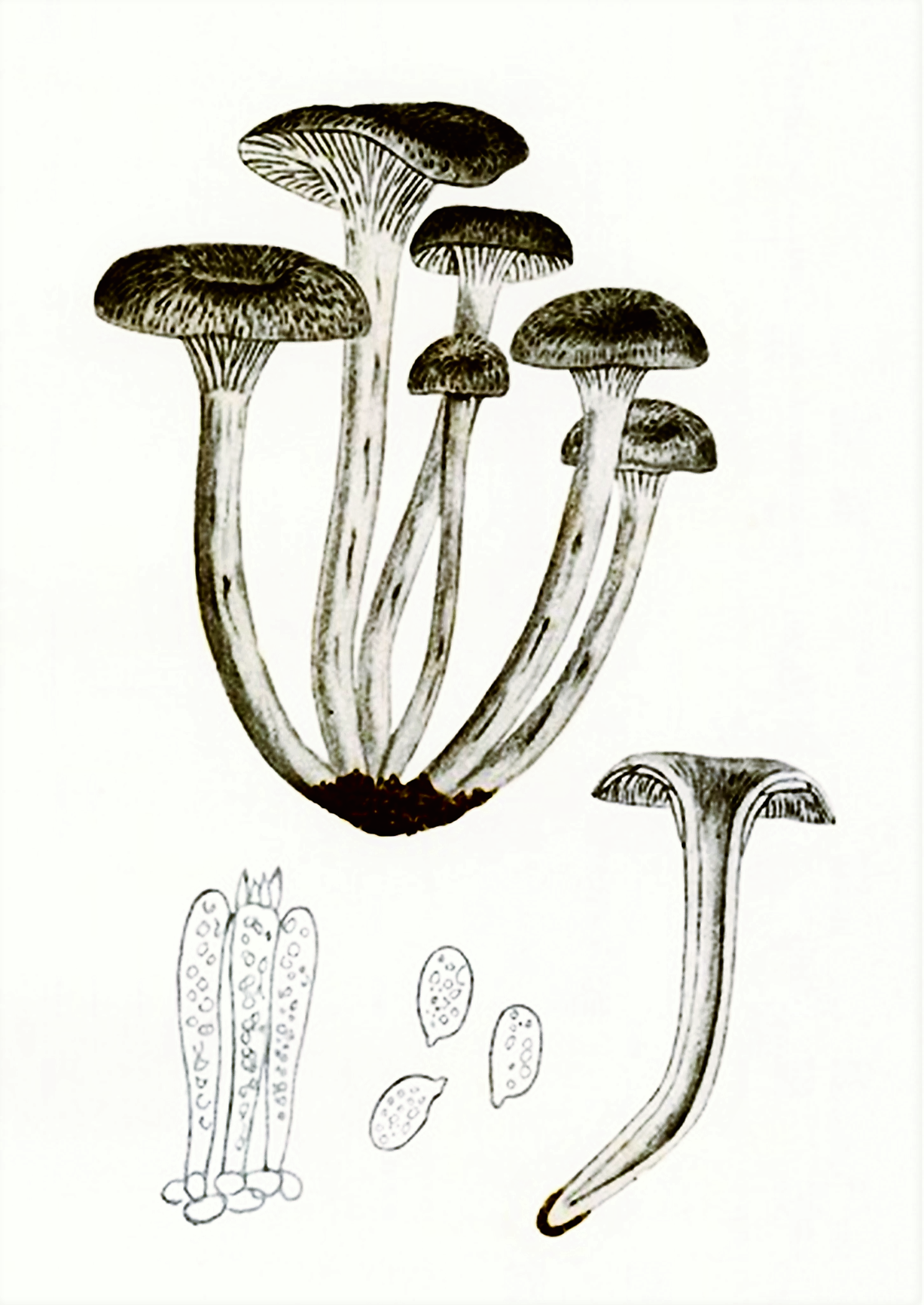

Ehető gomba. 